# 巴纳德68
巴纳德 68（英語：Barnard 68）是屬於暗星雲或包克雲球的分子雲，在天球上位於蛇夫座，距離地球約400光年。因為巴納德68與地球相當接近，在該星雲與太陽之間無法觀測到恆星。1919年，美国天文学家爱德华·爱默生·巴纳德將該星雲加入暗星云总表，巴納德68在该星表中排在第68位，故得名。該表出版於1927年，收錄了350個暗星雲。因為巴納德68是光學不透明的，這導致它的內部溫度為16 K（−257 °C）的極低溫。巴納德68的質量約為太陽的2倍，橫跨約半光年。

## 性質
儘管巴納德68在可見光波段是不透明的，天文學家使用位於帕瑞納山的甚大望远镜發現了約3700顆被該星雲遮蔽的銀河系內背景恆星，其中約1000顆在紅外線波段可見。天文學家對星雲內進行精密的遮蔽程度量測以進行精確抽樣和準確的星雲內塵埃分布映射。赫雪爾太空望遠鏡對巴納德68的觀測結果能讓天文學家更精確測定星雲內塵埃的成分與溫度分布。因為是存在於太陽附近的暗星雲，讓天文學家極為方便對此進行觀測和進一步量測。如果不受外力干擾，塵埃雲的穩定性就可以很好地在星雲的成分產生的熱能或壓力造成的對外壓力與相同粒子之家的內向重力之間取得平衡（參見金斯不穩定性和伯納-依伯特質量）。造成星雲擺動或震盪的機制與搖晃大型肥皂泡沫或充滿水的氣球不同。為了讓雲氣成為恆星，重力必須要佔優勢足以使雲氣塌縮並且達到能維持核融合的溫度與壓力。發生這種情形時，恆星外層的包覆體積要小得多。這代表大幅增加的重力和輻射壓力之間形成了新的平衡。
巴納德68的氣體質量大約是太陽的2倍，並且其直徑經量測大約為半光年。巴納德68的清晰邊緣和其他特徵顯示它即將到達開始引力塌縮的邊緣，之後接下來20萬年內左右形成恆星。

## 外部連結
- The Black Cloud （页面存档备份，存于） – Ken Croswell（英语：Ken Croswell）
- C18O abundance in the nearby globule Barnard 68 （页面存档备份，存于）
- ESO, How to Become a Star - ESO Telescopes Provide Most Detailed View Ever Into a Dark Cloud （页面存档备份，存于）, 10 January 2001 (accessed 1 March 2009)
- New Scientist, Astrophile: Lucky strike turns a dark cloud into a star （页面存档备份，存于）, 6 September 2012